# Labeo rosae
Labeo rosae är en fiskart som beskrevs av Franz Steindachner 1894. Labeo rosae ingår i släktet Labeo och familjen karpfiskar. IUCN kategoriserar arten globalt som livskraftig. Inga underarter finns listade i Catalogue of Life.